# Moïse Fortier
Pour l’article homonyme, voir Fortier.
Moïse Fortier (11 novembre 1815-17 octobre 1877) est un marchand et homme politique fédéral et municipal du Québec.

## Biographie
Il devint marchand dans la municipalité de Saint-David-d'Yamaska et président de la compagnie ferroviaire Richelieu, Drummond et Arthabaska. Devenu maire de Saint-David-d'Yamaska, il exerça cette fonction pendant 22 ans. 
Élu député du Parti libéral du Canada dans la circonscription fédérale de Yamaska en 1867, il remporta l'élection sur le pionnier et candidat conservateur Joseph Provencher. Il ne se représenta pas en 1872.